# Robert C. Weaver
Robert Clifton Weaver (Washington, 29 de diciembre de 1907-New York, 17 de julio de 1997) fue un profesor universitario y político estadounidense miembro del Partido Demócrata. Fue Secretario de Vivienda y Desarrollo Urbano de los Estados Unidos entre 1966 y 1968.

## Biografía
Nació en una familia de clase media de Washington, su padre era empleado postal.
Tras sus estudios de secundaria, se doctoró en economía en la Universidad de Harvard.
En 1961, John Fitzgerald Kennedy buscaba crear un nuevo departamento para hacer frente al crecimiento urbano y agrupó distintos departamentos que serían la base del Departamento de Vivienda y Desarrollo Urbano de los Estados Unidos, que confió a la dirección de Robert Weaver. Pero en el Congreso, el Partido Republicano y el Partido Demócrata del Sur se opusieron a este proyecto que más tarde retomó Lyndon Johnson.
Dio clases en la Universidad de Columbia, en el Hunter College y presidió el Baruch College.
Se casó con Ella V. Haith y adoptaron un hijo, que falleció en 1962.

## Reconocimientos
El Robert C. Weaver Federal Building fue nombrado en su honor.

## Selección de escritos
- The Negro Ghetto,1967.
- Negro Labor: A National Problem, 1969.
- Dilemmas of Urban America, 1965.
- The Urban Complex; Human Values in Urban Life, 1966.

- Datos: Q954066
- Multimedia: Robert C. Weaver / Q954066